# Лебідевський
Ле́бідевський (рос. Лебедевский, марій. Лебедевский) — селище у складі Медведевського району Марій Ел, Росія. Входить до складу Шойбулацьке сільського поселення.

## Населення
Населення — 5 осіб (2010; 10 у 2002).
Національний склад (станом на 2002 рік):
- лучні марійці — 80 %